# Oberndorf am Neckar
Oberndorf am Neckar is een plaats in de Duitse deelstaat Baden-Württemberg, gelegen in het Landkreis Rottweil. De stad telt 14.246 inwoners.

## Geografie
Oberndorf am Neckar heeft een oppervlakte van 55,93 km² en ligt in het zuidwesten van Duitsland.

### Stadsdelen
- Altoberndorf
- Aistaig
- Boll
- Bochingen
- Beffendorf
- Hochmössingen
- Kernstadt

## Economie
In de plaats zijn drie wapenfabrikanten gevestigd met een lange geschiedenis. In 1811 vestigde koning Frederik I van Württemberg een eerste wapenfabriek in het toenmalige Augustiner klooster aan de rivier. In 1871, begonnen twee werknemers, de broers Wilhelm en Paul Mauser, voor zichzelf. Tegenwoordig heeft Rheinmetall er enkele fabrieken, waar Mauser in 2004 in is opgegaan, en telt ongeveer 300 medewerkers. Heckler & Koch (H&K) heeft er ook zijn fabrieken. H&K staat wereldwijd bekend als fabrikant en exporteur van vooral handvuurwapens. Met een jaaromzet van een circa 200 miljoen euro en zo'n 700 werknemers is H&K de belangrijkste wapenproducent van Duitsland en de grootste werkgever van het dorp. Tot slot is er nog een kleinere specialist in sportwapens, Feinwerkbau.

## Bezienswaardigheden
Het Buch der Erinnerungen (2007) is een monument van de beeldhouwer Jürgen Knubben uit Rottweil, dat herinnert aan de 308 dwangarbeiders (waaronder enkele Nederlanders), die in de nazitijd zijn gestorven in het concentratiekamp Arbeitserziehungslager Oberndorf-Aistaig, bij de Arbeitseinsatz in de wapenfabriek van Mauser. Het Mahnmal werd onthuld in Oberndorf am Neckar op 27 januari 2007 (Holocaust Gedenktag).

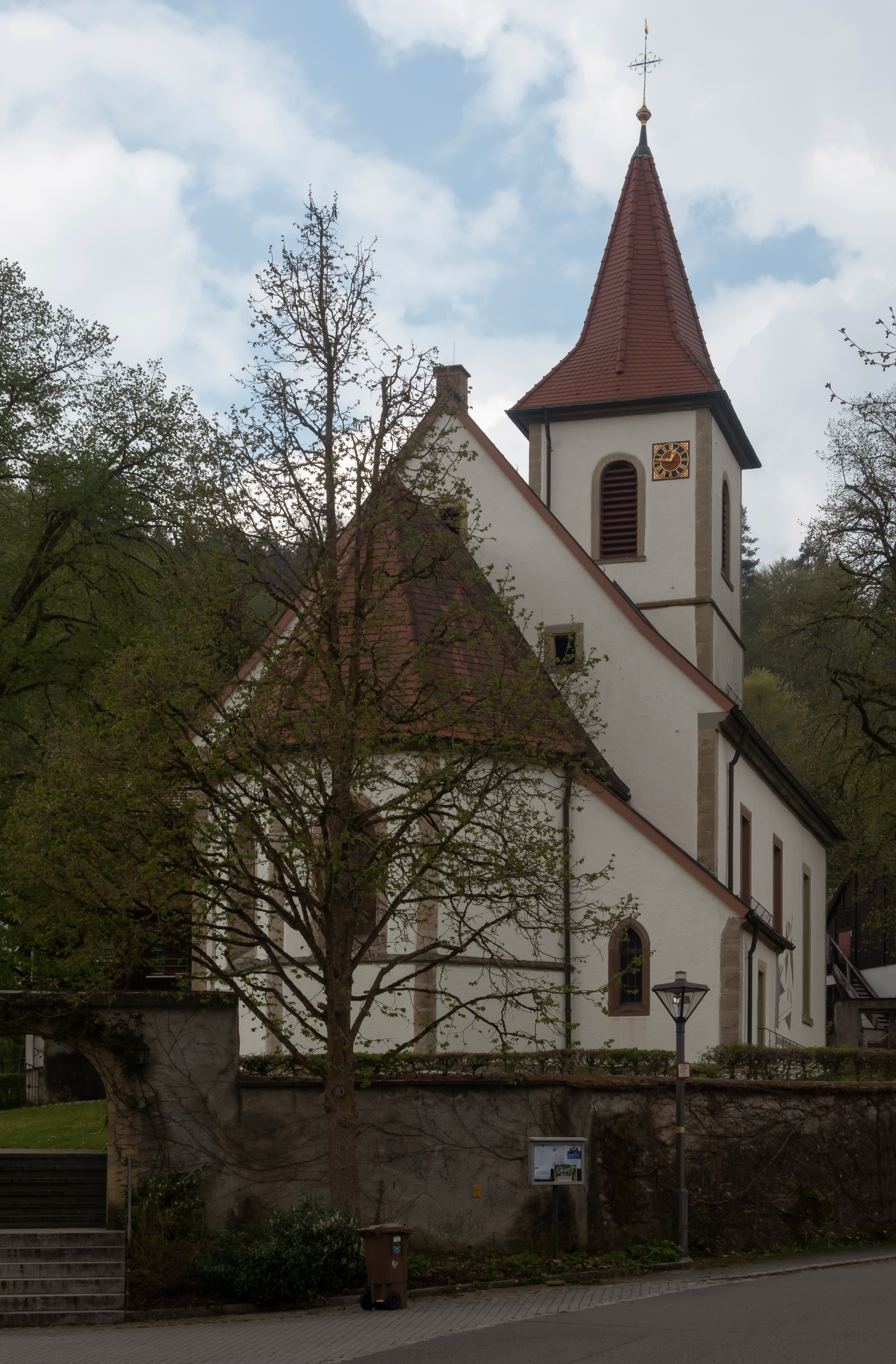
Aistaig, evangelische kerk

Aichhalden ·
Bösingen ·
Deißlingen ·
Dietingen ·
Dornhan ·
Dunningen ·
Epfendorf ·
Eschbronn ·
Fluorn-Winzeln ·
Hardt ·
Lauterbach ·
Oberndorf am Neckar ·
Rottweil ·
Schenkenzell ·
Schiltach ·
Schramberg ·
Sulz am Neckar ·
Villingendorf ·
Vöhringen ·
Wellendingen ·
Zimmern ob Rottweil